# オクスボウ
オクスボウ（Oxbow、2010年3月26日 - ）は、アメリカ合衆国のサラブレッドの競走馬・種牡馬。2013年のプリークネスステークスを制した。馬名は英語でU字型をしたウシのくびきを意味する。

## 経歴

### 出生
2010年3月26日にケンタッキー州ミッドウェイにあるバールソンファームにて誕生したサラブレッドの牡馬で、企業家のリチャード・サンタリが所有するコルツネックステーブルの生産者名義で配合・生産されたものであった。
オクスボウは2011年にキーンランドのイヤリングセールに出品され、そこで仲介エージェントのエディ・ケインに250,000ドルで落札され、ブラッド・モーリス・ケリーの持つ牧場・ブルーグラスホールへと引き渡された。ケリーはケンタッキー州レキシントンに200エーカーのブルーグラスホールを持つほか、300エーカーのハリケーンヒルファームという牧場も所有していた。2012年、ケリーはかつての名門牧場であったカルメットファームの敷地を当時管理していたカルメット・インベストメントグループより借り受け、2013年初頭にブルーグラスホールの本部および管理馬200頭をカルメットファームに移動させた。オクスボウも競走生活の後半（2013年2月のリズンスターステークス以降）にカルメットファーム名義で競走するようになるが、往時のカルメットファームが使用していた勝負服はすでに権利が売り払われていたため、勝負服は以後もケリーの「黒地に金模様」のものが使われた。
アメリカジョッキークラブの登録上では、オクスボウの毛色は「bay（鹿毛）」として登録されているが、その体にはまばらに白い毛が見えており、キーンランドセールにおける出品情報には「GRAY OR ROAN（芦毛または粕毛）」と表記されていた。

### 2歳時（2012年）
ウェイン・ルーカス調教師に預けられたオクスボウは、2012年8月3日のサラトガ競馬場で行われた未勝利戦（ダート5.5ハロン）で初の競走を迎えた。7頭立てで行われた同競走で、ジュニア・アルバラード騎手を背にしたオクスボウは単勝オッズで最低人気の23.40倍であった。スタートすると6番手につけて走っていたが、最初のコーナーで競走を中止、馬運車で運ばれていった。10月に復帰すると再び未勝利戦に登録され、スタートから先頭に立つ競馬を続けていったが、4着・3着と勝ちあぐねていた。
未勝利を脱したのは4戦目、11月25日のチャーチルダウンズ競馬場で行われた未勝利戦（ダート7ハロン）でのことであった。この競走で単勝1番人気の2.7倍に支持されていたオクスボウは、11頭立ての10番枠ながら果敢に先頭を奪い取ると、そのまま1馬身半ほど離しながらずっと先手を譲らず、最終コーナーから後続を引き離してゴール、2着馬ルッキングクールに4馬身3/4差をつけての初勝利を手にした。
初勝利からまもなく、オクスボウはカリフォルニアに送られ、12月15日に行われるキャッシュコールフューチュリティ（ハリウッドパーク・AW8.5ハロン・G1）に登録された。この競走でオクスボウは11頭立ての大外枠を引いてしまい、先行するも常に大外を回らされ続けて余力を欠いて失速、しかし優勝馬ヴァイオレンスから9馬身ほど離された4着に終わった。

### 3歳初頭（2013年）
3歳初頭から始まるケンタッキーダービーへ向けてのプレップレース路線において、オクスボウはまずルーカスの拠点であるアーカンソー州のオークローンパーク競馬場へと移された。そして、オクスボウが年内初戦として登録されたのは、1月19日のフェアグラウンズ競馬場で行われたルコントステークス（ダート8ハロン70ヤード・G3）であった。大外を回らされ続けた前走までとうってかわって、同競走では4番枠から発走できたオクスボウは、軽々と先頭に立つと後続に1馬身半ほどの間隔をあけて進み、最後の直線で鞭を打たれるとさらに差を広げ、2着馬ゴールデンソウルに11馬身半もの大差をつけて勝利した。
5週間後の2月23日、同じくフェアグラウンズ競馬場で行われたリズンスターステークス（ダート8.5ハロン・G2）にオクスボウは出走、2番人気に支持されるが、再び不利な外枠（12頭中10番枠）を引き当ててしまった。スタートから先行し、最初のコーナーを馬5頭分の外を回らされるものの、その後バックストレッチでは先頭に立って走っていた。そして最終コーナーを回った時点でまだ先頭に立っていたが、ここで後続馬の追い上げに屈してゴール、大穴のアイヴストラックアナーヴが優勝し、オクスボウは勝ち馬から半馬身差で4着に終わった。
3月16日のレベルステークス（オークローンパーク・8.5ハロン・G2）でも、オクスボウはまたもや10番枠（11頭立て）を引き当てしまった。当日は不良馬場で行われ、このための前走同競馬場のサウスウェストステークス（G3）を同じく不良馬場のなか11馬身差をつけて圧勝してきたスーパーナインティナイン（Super Ninety Nine）に人気が集中し、オクスボウはそれに次ぐ2番人気だった。オクスボウはこのスーパーナインティナインらと終始先行争いを演じ、最終コーナーでは先頭に立ったものの、最後の直線で同厩舎のウィルテイクチャージにアタマ差抜かれて2着に敗れている。
ルコントステークス前後の1月頃、ルーカスはクラシック路線におけるオクスボウの乗り役として、当時現役を退いて7年が経過していたゲイリー・スティーヴンスに打診していた。そして4月13日に迎えたアーカンソーダービー（オークローンパーク・9ハロン・G1）では、オクスボウの鞍上としてスティーヴンスを迎えての初の競走となり、以後オクスボウの引退までスティーヴンスが乗り役を務めた。またしても10番枠を引いたこともあり、レースではスタートから後手を踏まされ、終始後方から抜け出せないまま、勝ち馬オーバーアナライズから5馬身1/4離された5着に敗れた。

### クラシック戦線（2013年）

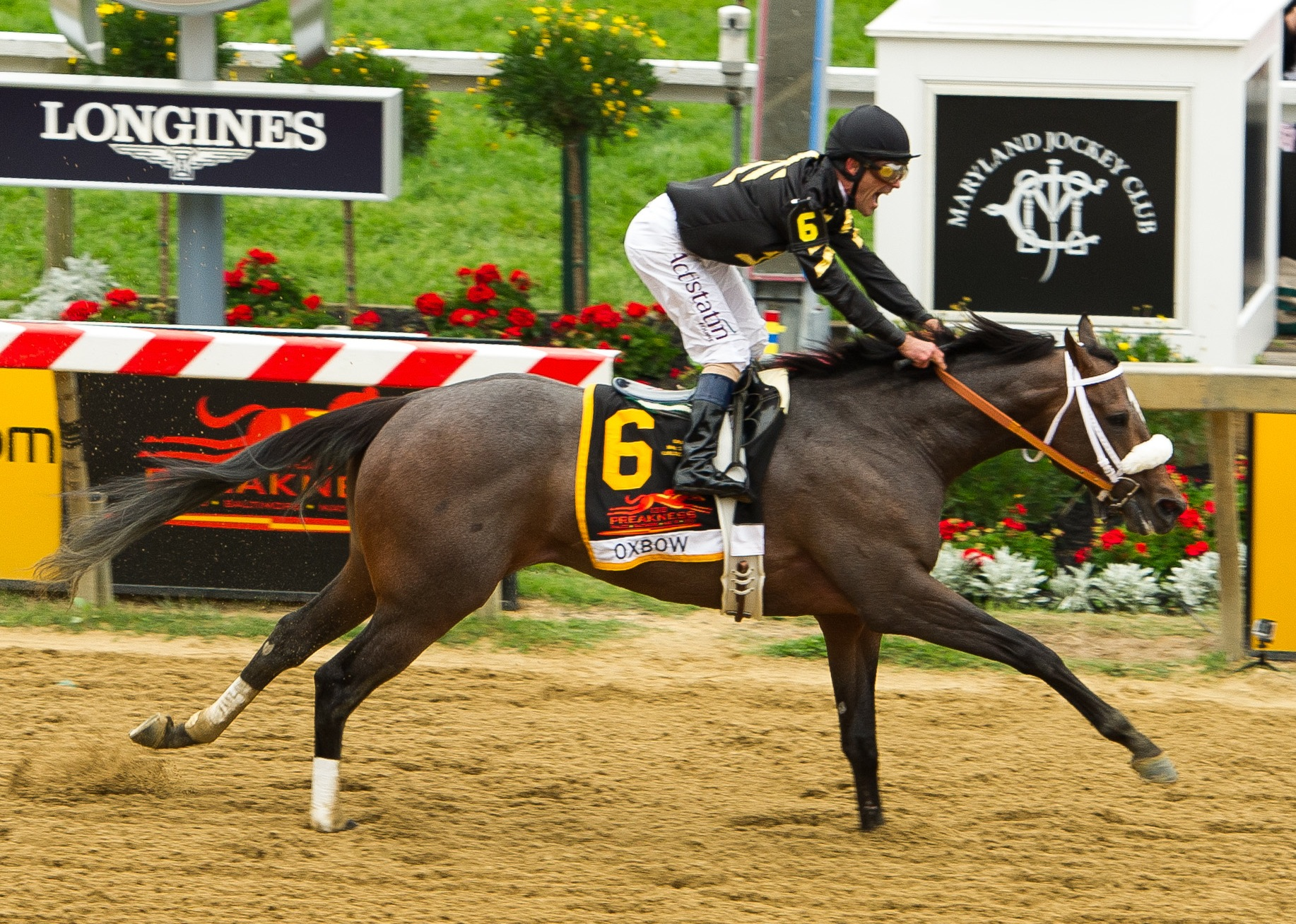
プリークネスステークス決勝線でのオクスボウ

5月4日、この年のケンタッキーダービー（G1・チャーチルダウンズ・ダート10ハロン）は不良馬場のなか行われた。この競走では本来1番枠だったブラックオニキスという馬が直前で出走取消し、その影響でオクスボウは最内1番枠から幸運に恵まれたが、スタート直後に隣のレヴォリューショナリー（Revolutionary）にぶつかり後退、ハナを奪うことに失敗した。先頭に立ったのはブルーグラスステークス（G1）2着馬のパレスマリスで、次いでサンタアニタダービー（G1）勝ち馬のゴールデンセンツが2番手につけた形で最初のコーナーが過ぎ、オクスボウはバックストレッチに入ってから順位を上げていった。パレスマリスが力尽きて失速すると、今度はノルマンディインベーション（Normandy Invasion）が先頭に立ち、オクスボウは2番手で第3コーナーに差し掛かった。最終コーナーから後続集団が猛追をかけると、オクスボウは4頭の馬にかわされて6着でゴール、優勝したオーブから9馬身以上離されての完敗であった。
オクスボウは続く2冠目のプリークネスステークス（ピムリコ・ダート9.5ハロン・G1）にも登録され、ピムリコ入りしたルーカスはスティーヴンスとオクスボウについて「彼と一緒にやるのは宿命みたいなものだし、運も上向いてきたし、彼も馬（オクスボウ）のことを理解してくれたみたいだ」と語り自信を覗かせていた。当日の馬券人気は2冠目のかかったオーブに集中し、一方でオクスボウは9頭中ブービー人気の16.40倍であった。発走のベルとともに6番枠から飛び出したオクスボウは、直後に隣7番にいたウィルテイクチャージと接触するが、すぐに体勢を立て直し、目下の先頭だったゴールデンセンツからハナを奪うことに成功した。独走するオクスボウに競りかけてくる馬はなく、最初の2ハロンが23秒94、4ハロンが48秒60と、そのペースはスローであった。その様子に鞍上のスティーヴンスが「何が起きている？　からかわれているのか？」と漏らすくらいで、レース後にはスティーヴンスが「1マイルのところまで、犬が歩くようなペースだった」と語るほどであった。6番手に控えていたオーブも、オクスボウが6ハロンを過ぎたあたりで動き出したものの、壁に阻まれて立ち往生していた。1マイルの標識が過ぎると、外側4番手に控えていたイッツマイラッキーデイが最終コーナーから2番手にまで前進し、最後の直線で後方から追い上げてきたマイリュート（Mylute）とともオクスボウに迫るが、オクスボウはそのまま逃げ切りに成功、イッツマイラッキーデイに1馬身3/4差をつけて栄冠を手にした。勝ちタイムは1分57秒54。調教師のルーカスとしてはプリークネスステークス優勝最多タイ記録となる6勝目、鞍上のスティーヴンスはプリークネスステークス3勝目、馬主のカルメットファームとしては1968年のフォワードパス以来の優勝であった。
ルーカスはオクスボウをベルモントステークス（ベルモントパーク・ダート12ハロン・G1）に登録し、同じく最後の1冠を狙いに来たオーブと再び対戦する運びとなった。6月8日当日の直前オッズで人気を集めていたのオーブで単勝3.20倍、オクスボウは4番人気で11.10倍であった。スタートから先行集団につけたオクスボウは、同じく先団のフラックダディ（Frac Daddy）とフリーダムチャイルド（Freedom Child）の2頭と激しく先頭を争い、最初のコーナーを回ってバックストレッチに入ったところでオクスボウが先頭に立った。バックストレッチから第3コーナーに向かうところで競っていた2頭が失速していく一方で、4番手に控えていたパレスマリスが外側から追い上げを開始、オクスボウはコーナーの途中で抜かれてしまう。そこに後方に控えていたオーブが追い込みをかけてきて、最後の直線ではこのオーブの猛追を抑えながらも、パレスマリスに3馬身1/4差で届かず2着に敗れた。

### 競走馬引退
クラシック終了後、オクスボウは夏競馬の初戦として7月28日のハスケルインビテーショナルステークス（モンマスパーク・ダート9ハロン・G1）に登録された。当日はペガサスステークス（G3）を9馬身差で圧勝してきたヴェラザノ（Verrazano）が1番人気で、オクスボウはそれに次ぐ2番人気単勝4.00倍であった。レースではスタートから先頭に立ち、そこにヴェラザノとパワーブローカーが張り付いて道中を進んでいた。バックストレッチの後半でヴェラザノが動き出すと、鞍上のスティーヴンスも合図を送るが、後に「今までの彼と同じではなかった」と語るほどオクスボウは反応鈍く、そのままヴェラザノとパワーブローカーが通り過ぎていくのを見送ってしまう。最後には後続集団にも追いつかれ、ヴェラザノの圧勝から遠く15馬身3/4差離れた4着に敗れた。競走後、飛節に異常があるとしてX線撮影が行われたが、骨に異常はなく、捻挫と診断された。
その後続く8月24日のトラヴァーズステークス（サラトガ・ダート10ハロン・G1）に登録される予定であったが、8月16日に再び飛節に異常を生じ、これによりそのまま引退することに決まった。

### 競走成績表
- 競走名の略記はSはステークス。
- 競走の格付けや馬場、距離や条件などは開催当時のもの。
- 距離・条件の略記はDはダート、AWはオールウェザー、fはハロン、yはヤードを意味する。1ハロンは約201メートル・1/8マイル。
- 斤量の単位はポンド。1ポンドは約0.453キログラム。
- 着差は優勝時は2着馬との差、それ以外は1着馬との差。
- 以下の競走成績はEQUIBASEの情報に基づく[2]。

| 出走日     | 競馬場             | 競走名                           | 格 | 距離   | 斤量 | 着順 | 騎手              | 時計 （1着） | 着差      | 1着（2着）馬       |
| ---------- | ------------------ | -------------------------------- | -- | ------ | ---- | ---- | ----------------- | ------------ | --------- | ------------------ |
| 2012.08.03 | サラトガ           | 未勝利                           |    | D5.5f  | 119  | 中止 | Junior Alvarado   | (1:02.85)    | -         | Jocosity           |
| 2012.10.18 | キーンランド       | 未勝利                           |    | D7f    | 118  | 4着  | Jon Court         | (1:23.00)    | 11馬身1/2 | Winning Cause      |
| 2012.10.31 | チャーチルダウンズ | 未勝利                           |    | D7f    | 118  | 3着  | Terry J. Thompson | (1:24.24)    | 8馬身     | Gulfport           |
| 2012.11.25 | チャーチルダウンズ | 未勝利                           |    | D7f    | 118  | 1着  | Joseph Rocco Jr.  | 1:22.07      | 4馬身3/4  | （Looking Cool）   |
| 2012.12.15 | ハリウッドパーク   | キャッシュコールフューチュリティ | G1 | AW8.5f | 121  | 4着  | Corey Nakatani    | (1:43.50)    | 9馬身     | Violence           |
| 2013.01.19 | フェアグラウンズ   | ルコントS                        | G3 | D8f70y | 116  | 1着  | Jon Court         | 1:43.30      | 11馬身1/2 | （Golden Soul）    |
| 2013.02.23 | フェアグラウンズ   | リズンスターS                    | G2 | D8.5f  | 120  | 2着  | Jon Court         | (1:44.52)    | 1/2馬身   | Ive Struck a Nerve |
| 2013.03.16 | オークローンパーク | レベルS                          | G2 | D8.5f  | 122  | 2着  | Mike E. Smith     | (1:45.18)    | アタマ    | Will Take Charge   |
| 2013.04.13 | オークローンパーク | アーカンソーダービー             | G1 | D9f    | 122  | 5着  | Gary Stevens      | (1:51.94)    | 5馬身1/4  | Overanalyze        |
| 2013.05.04 | チャーチルダウンズ | ケンタッキーダービー             | G1 | D10f   | 126  | 6着  | Gary Stevens      | (2:02.89)    | 9馬身3/4  | Orb                |
| 2013.05.18 | ピムリコ           | プリークネスS                    | G1 | D9.5f  | 126  | 1着  | Gary Stevens      | 1:57.54      | 1馬身3/4  | （Itsmyluckyday）  |
| 2013.06.08 | ベルモントパーク   | ベルモントS                      | G1 | D12f   | 126  | 2着  | Gary Stevens      | (2:30.70)    | 3馬身1/4  | Palace Malice      |
| 2013.07.28 | モンマスパーク     | ハスケル招待S                    | G1 | D9f    | 122  | 4着  | Gary Stevens      | (1:50.68)    | 15馬身3/4 | Verrazano          |

## 種牡馬入り後
オクスボウは種牡馬入り初年度の2014年にはカルメットファーム傘下のテイラーメイドスタリオンに繋養され、翌年2015年からカルメットファーム本場に移された。オクスボウの繋養は、カルメットファームにティムタム以来となる久々のプリークネスステークス優勝馬を迎える出来事でもあった。初年度の種付け料は20,000ドルと設定されていた。
2017年から産駒がデビューしたもののグレードレースの勝ち馬は2018年のガルフストリームパークオークス（米G2）を制したコーチロックス（Coach Rocks、2015年生、牝馬）、2018年のテンプテッドステークス（米G3）に勝ったオクシーレディ（Oxy Lady、2015年生、牝馬）だけと期待を裏切る結果となり、2020年の種付け料は1万ドルと半額にまで減額された。2021年、ホットロッドチャーリーがペンシルベニアダービーを制し、産駒初のGI制覇となった。

### 主な産駒
- 2017年生
  - Tuz / タズ（2024年ドバイゴールデンシャヒーン）
- 2018年生
  - Hot Rod Charlie / ホットロッドチャーリー（2021年ペンシルベニアダービー）

## 血統表
| オクスボウの血統                    | オクスボウの血統                           | オクスボウの血統             | （血統表の出典）             | （血統表の出典） |
| 父系                                | デピュティミニスター系                     | デピュティミニスター系       | デピュティミニスター系       | [ § 2 ]          |
| 父 Awesome Again 1994 鹿毛 アメリカ | 父の父Deputy Minister 1979 黒鹿毛 アメリカ | Vice Regent                  | Northern Dancer              | Northern Dancer  |
| 父 Awesome Again 1994 鹿毛 アメリカ | 父の父Deputy Minister 1979 黒鹿毛 アメリカ | Vice Regent                  | Victoria Regina              |                  |
| 父 Awesome Again 1994 鹿毛 アメリカ | 父の父Deputy Minister 1979 黒鹿毛 アメリカ | Mint Copy                    | Bunty's Flight               | Bunty's Flight   |
| 父 Awesome Again 1994 鹿毛 アメリカ | 父の父Deputy Minister 1979 黒鹿毛 アメリカ | Mint Copy                    | Shakney                      |                  |
| 父 Awesome Again 1994 鹿毛 アメリカ | 父の母Primal Force 1987 鹿毛 アメリカ      | Blushing Groom               | Red God                      | Red God          |
| 父 Awesome Again 1994 鹿毛 アメリカ | 父の母Primal Force 1987 鹿毛 アメリカ      | Blushing Groom               | Runaway Bride                |                  |
| 父 Awesome Again 1994 鹿毛 アメリカ | 父の母Primal Force 1987 鹿毛 アメリカ      | Prime Prospect               | Mr. Prospector               | Mr. Prospector   |
| 父 Awesome Again 1994 鹿毛 アメリカ | 父の母Primal Force 1987 鹿毛 アメリカ      | Prime Prospect               | Square Generation            |                  |
| 母 Tizamazing 2002 黒鹿毛 アメリカ  | 母の父Cee's Tizzy 1987 芦毛 アメリカ       | Relaunch                     | In Reality                   | In Reality       |
| 母 Tizamazing 2002 黒鹿毛 アメリカ  | 母の父Cee's Tizzy 1987 芦毛 アメリカ       | Relaunch                     | Foggy Note                   |                  |
| 母 Tizamazing 2002 黒鹿毛 アメリカ  | 母の父Cee's Tizzy 1987 芦毛 アメリカ       | *テイズリー                  | Lyphard                      | Lyphard          |
| 母 Tizamazing 2002 黒鹿毛 アメリカ  | 母の父Cee's Tizzy 1987 芦毛 アメリカ       | *テイズリー                  | Tizna                        |                  |
| 母 Tizamazing 2002 黒鹿毛 アメリカ  | 母の母Cee's Song 1986 黒鹿毛 アメリカ      | Seattle Song                 | Seattle Slew                 | Seattle Slew     |
| 母 Tizamazing 2002 黒鹿毛 アメリカ  | 母の母Cee's Song 1986 黒鹿毛 アメリカ      | Seattle Song                 | Incantation                  |                  |
| 母 Tizamazing 2002 黒鹿毛 アメリカ  | 母の母Cee's Song 1986 黒鹿毛 アメリカ      | Lonely Dancer                | *ナイスダンサー              | *ナイスダンサー  |
| 母 Tizamazing 2002 黒鹿毛 アメリカ  | 母の母Cee's Song 1986 黒鹿毛 アメリカ      | Lonely Dancer                | Sleep Lonely                 |                  |
| 母系(F-No.)                         | (FN:26)                                    | (FN:26)                      | (FN:26)                      | [ § 3 ]          |
| 5代内の近親交配                     | Northern Dancer 4x5x5=12.50%               | Northern Dancer 4x5x5=12.50% | Northern Dancer 4x5x5=12.50% | [ § 4 ]          |
| 出典                                | 1. 2. 3. 4.                                | 1. 2. 3. 4.                  | 1. 2. 3. 4.                  | 1. 2. 3. 4.      |

### 血統背景
母ティズアメージングは未出走馬で、後述するティズナウらの全妹にあたる。オクスボウ以外の産駒には、2011年のアリダーステークス（ハリウッドパーク・グレード外）勝ち馬のオーサムパトリオット（Awesome Patriot, 2008年生、牡馬、父オーサムアゲイン）がいる。
母母シーズソングは18戦1勝2着8回、獲得賞金82,225ドルの戦績を残した馬である。繁殖成績が顕著で、種牡馬シーズティズィーとの間に生まれたブリーダーズカップ・クラシック連覇のティズナウ（Tiznow, 1997年生、牡馬）が代表産駒である。シーズティズィーとの配合で生まれた産駒は活躍馬が多く、ティズナウのほかにもサンアントニオハンデキャップ（G2）などで17勝を挙げたバドロワイヤル（Budroyale, 1993年生、騸馬）、カリフォルニアカップ・クラシック（サンタアニタパーク・カリフォルニア産馬限定競走）優勝馬のティズバド（Tizbud, 牡馬、1999年生）、ソレントステークス（デルマー・G2）優勝馬のティズドバイ（Tizdubai, 牝馬、2001年生）などがいる。